# Бол
Бол је субјективно, непријатно опажање и осећај, који се може јавити услед оштећења ткива, његовог предстојећег оштећења, или услед психолошких узрока. Јавља се готово код свих болести и повреда. То је заштитни механизам чија је функција да организам постане свестан опасности и реагује како би уклонио болни надражај, међутим уколико се болни надражај не може уклонити онда се јавља хронични бол који нема више заштитну функцију већ додатно оптерећује оболелог. Бол мотивише организме да се повуку из штетних ситуација, да заштите оштећени део тела док се лечи и да избегну слична искуства у будућности. Већина бола нестаје када се штетни стимулус уклони и тело зацели, али може да потраје упркос уклањању стимулуса и очигледном излечењу тела. Понекад се бол јавља у одсуству било каквог детектабилног стимулуса, оштећења или болести.
Бол је најчешћи разлог за консултације са лекаром у већини развијених земаља. То је главни симптом многих медицинских стања и може да утиче на квалитет живота и опште функционисање особе. Особе са болом имају смањену концентрацију, радну меморију, менталну флексибилност, способност решавања проблема и брзину обраде информација, и већа је вероватноћа да ће доживети раздражљивост, депресију и анксиозност.
Једноставни лекови против болова су корисни у 20% до 70% случајева. Психолошки фактори као што су социјална подршка, когнитивна бихејвиорална терапија, узбуђење или ометање могу утицати на интензитет или непријатност бола.

## Дефиниције бола
Према дефиницији Светске здравствене организације: „бол је непријатно, чудно или емоционално искуство повезано са стварним или потенцијалним оштећењем ткива“.
Међународно удружење за проучавање бола International Association for the Study of Pain(IASP) дефинише бол као: „непријатно емоционално и осећајно искуство повезано са правом или потенцијалном повредом ткива, или узроковано тим оштећењем или повредом.“
Бол се може дефинисати и као индивидуалан и субјективан доживљај модулиран физиолошким, психолошким и другим факторима као што је претходно искуство, култура, страх и анксиозност. У ширем смислу бол је све оно што болесник каже да га боли.

## Подела
Бол се може подели на основу трајања болног осећаја и карактера на акутни (брзи, оштри..) и хронични (спори, потмули...).

### Акутни бол
Овај бол се зове још и брзи, оштри бол, бол убода, електрични бол... Акутни бол настаје нпр. када се иглом убоде кожа, када се неко опече или кад се кожа подвргне електричном шоку.
Настаје у року од 0,1 секунде после надражаја. Акутни бол је јаког интензитета, али траје врло кратко. Овакви болови настају услед надражаја рецептора за бол, то су слободни нервни завршеци или ноцирецептори. Они су широко распрострањени у кожи и неким унутрашњим ткивима као нпр. у кожи, периости, зидовима артерија, плеури, перитонеуму, мембрани зглобова, можданим опнама. Брз и оштар бол се не осећа у већини унутрашњих органа.
Улога брзог бола је одбрамбена, брзо се уклонити од узрока, или уклонити узрок бола. Битна је и њихова улога у дијагностиковању различитих болести.

### Хронични бол
Овај бол такође има више синонима: спори бол, спори бол печења, потмули бол, тупи бол. Почиње секунду или касније након болног надражаја и временом се појачава, у току минута, сати и дана. Хронични бол нема одбрамбену функцију упозорења. Понекад овакав бол услед сензибилизације рецептора може настати спонтано, без спољашњег узрока. Код акутног бола су само неки рецептори за бол у области оштећења ткива надражени. Код хроничног бола се број надражених рецептора временом повећава јер се стално активирају нови рецептори. Такође и праг за активацију рецептора се смањује, тј бол се јавља много лакше, тако да се у крајњем случају рецептори могу и спонтано активирати у послати своје електричне сигнале који се у мозгу претварају у осећај бола.

## Рецептори за бол
Рецептори за бол су слободни нервни завршеци. Они се налазе у кожи и другим ткивима која су горе споменута. Унутрашњи органи углавном немају рецепторе за бол, међутим њиховим оштећењем се услед запаљења и ”ширења” могу надражи ти околна ткива која су инервисана од стране поменутих рецептора. Тако настаје висцерални бол о ком ће касније бити речи.
Бол могу изазвати механички, термички и хемијски фактори. Брзи бол обично је изазван механичким и термичким надражајима. Спори бол могу изазвати све три групе надражаја. За настанак хроничног бола су посебно битне неке хемијске супстанце као нпр. брадикинин, серотонин, хистамин, калијум, ацетилхолин. Простагландини и супстанца П не изазивају директно бол, али појачавају осетљивост рецептора за бол..
Рецептори за бол су неадаптивни рецептори. Код већине остали рецептора нпр. за мирис после надражаја рецептори губе способност да даље шаљу импулсе. Рецептори за бол настављају да и после надражаја шаљу импулсе, чак се брзина слања електричних импулса може повећати тј интензитет бола може временом расти уколико се не отклони узрок. Овај пораст осетљивости за бол зове се хипералгезија.

## Путеви преношења бола
Сви рецептори за бол су исти, слободни нервни завршеци. Њиховим надраживањем јављају се електрични импулси који се различитим путевима преносе у централни нервни систем. Заправо карактер бола (акутни, хронични) зависи од пута којим се преноси. Постоје 2 пута: брзи и спори.
Брзи (акутни) бол преноси се нервним влакнима типа А-δ до сензитивних ганглија кичмене мождине. Брзина преношења импулса овим влакнима је 6-30 m/s.
Спори бол се преноси влакнима типа Ц, која немају мијелински омотач, брзином између 0,5 и 2 m/s, такође до спиналних ганглија. У њима су смештене биполарне ћелије (неурони првог реда за пренос бола). Биполарне ћелије садрже 2 наставка: периферни (то су у ствари влакна А-δ и Ц), који се завршавају слободним нервним завршецима (рецептори за бол) и централни који улазе у задње рогове кичмене мождине и ту ступају у контакт преко синапси са разним неуронима у задњим роговима кичмене мождине. Главни неуротрансмитери на овим синапсама су супстанца П, глутамат и АТП.
Неки од тих неурона су тзв интернеурони. Они имају улогу да повезују друге неуроне. Тако на пример интернеурони повезују моторне неуроне са неуронима који учествују у преносу бола. Као последица тих веза се јављају разни одбрамбени рефлекси нпр. ако се опечемо јавља се бол и као несвесна реакција (рефлекс) на овај осећај нагло се тргне рука и на тај начин отклони од опасности. На овај начин се могу изазвати и бројни вегетативни рефлекси нпр. контракција крвних судова и пораст притиска)
Други неурони су неурони који учествују у даљем преношењу бола. То су неурони другог реда за пренос бола. И овде постоје разлике између пута преношења брзог и спорог бола. Влакна брзог пута завршавају се у ламинама (слојевима) I а спора у слојевима II и V кичмене мождине.
Влакна брзог бола се у ламини I синапсама повезују са неуронима другог реда за преношење бола. Од њих полазе дуга влакна која прелазе на супротну страну кичмене мождине кроз предњу комисуру простиру се у оквиру спиноталамичког и спиноретикуларног пута кроз предњи део кичмене мождине све до таламуса односно до ретикуларне формације. У таламусу се налазе неурони трећег реда који даље преносе информације до коре великог мозга. Овај систем је битан за свесно осећање бола и његово јасно локализовање. У овом делу таламуса завршава се и систем за пренос тактилног осећаја (додира), што вероватно игра улогу у локацији бола.
Спиноретикуларни пут се завршава у ретикуларној формацији. Надраживањем ове формације појачава се осећај будности. Ретикуларна формација има улогу у одржавању стања будности мозга. Такође у овој формацији долази и до повезивања са лимбичким системом и чеоним режњем што игра улогу у јављању и памћењу непријатних осећаја бола.
Влакна спорог бола завршавају се претежно у ламини II и III задњих рогова кичмене мождине. Овај део се зове и желатинска супстанца (лат:substancia gelatinosa). Ту се импулси преносе на неуроне другог реда. Нервна влакна ових неурона такође прелазе на супротну страну кичмене мождине и простиру се њеним предњим делом. Спори путеви бола се завршавају широко (дифузно) у можданом стаблу. Само се мали део влакана завршава у таламусу, Најчешће се завршавају у: ретикуларној формацији можданог стабла, текталној области мезенцефалона (средњи мозак) и периаквадукталној сивој маси (маси која окружује Силвијев акведукт). Ове структуре играју улогу у осећању мучног, слабо локализованог бола. Болови се могу отприлике локализовати на широке делове тела: рука, нога, стомак, али без тачног места. Овај пут је доста старији и зове се палеоспиносталамички пут бола, за разлику од неоспиноталамичког пута брзог бола.

## Систем супресије бола-аналгезија
Организам је у стању да регулише степен уласка сигнала у централни нервни систем активацијом система за супресију бола који се зове систем аналгезије.
Овај систем састоји се из три главне формације:
- периалвадукталне сиве масе која управља доле наведеним структурама система за аналгезију.
- великог једра ретикуларне формације (лат:nucleus raphe magnus). Ово једро је под контролом периаквадукталне сиве масе, али контролише ниже структуре (инхибицијски комплекс кичмене мождине.
- инхибицијског комплекса који се налази у задњим роговима кичмене мождине. Ова група ћелија секретује опиоидне супстанце: енкефалин, ендорфин, динорфин, серотонин који блокирају преношење импулса у систему за бол.
- независно од овог система постоји још једна структура-плаво једро (лат.locus coeruleus) које такође шаље информације у задње рогове кичмене мождине.

## Пројектовани бол
Човек често осећа бол у делу тела који је знатно удаљен од места настанка бола. Такав бол се назива пројектовани бол. Обично се тај бол јавља у неком унутрашњем органу, а пројектује на кожи. Познавање овог бола је јако значајно за дијагностиковање разних болести. Овај бол настаје услед повезивања нервних влакана из унутрашњих органа и нервних влакана која преносе бол из неке области коже. Висцерални бол је управо због тога тешко локализовати, али познавање неких области коже у којима се типично јавља може се закључити који је орган оболео. Обично су овакви болови изазвани исхемијом, грчем, истезањем, хемијским надражајима унутрашњих органа. Типичан пример је ангина пекторис-ретростернални бол који се јавља услед исхемије срца.

## Соматски бол
Потиче од истезања и повреда тетива, костију, крвних судова, нерава. Овај бол је акутног карактера и добро је локализован.

## Фантомски бол
Је бол који се јавља после ампутације неког екстремитета. Пацијент осећа бол у екстремитету кога више нема (ампутиран је).

## Неуралгија
Настаје услед оштећења самог нерва. Обично је ограничена на подручје инервације датог нерва.

## Дијагноза и процена интензитета бола
Како је бол субјективни осећај, не постоји валидан објективни метод за мерење његовог интензитета. На доживљај бола утичу и комплексна људска искуства са функционалним, емотивним и духовним компонентама. Како лекари воле да имају одговарајуће водиче, оруђа за процену интензитета бола (који треба да им дају податке о интензитету бола) и понуђене аналгетике и додатне лекове и поступке за терапију бола у односу на интензитет истог, у многим земљама стално се развијају и усавршавају једнодимензиона и вишедимензиона оруђа за процену јачине бола.

### Клиничка процена бола
Пацијент, уколико је компетентан и у стању да комуницира, треба да буде основни процењивач сопственог бола.

Клиничка процена бола, у начелу, обухвата:
1. Детаљна анамнеза
У оквиру анамнезе треба прикупити податке о:
- локализација, ширењу, квалитету и јачини бола
- факторима који га појачавају или ублажавају,
- понашању бола у времену, постојање пробоја бола,
- претходној терапији бола: лекови, дозе, начин примене, шема давања, ефикасност, нежељена дејства,
- психосоцијалном статусу пацијента.

2. Физички преглед, укључујући и неуролошки преглед
Овим прегледи обухватају процену функционалног оштећења и психосоцијалну процену (холистички приступ).
3. Додатна испитивања (лабораторијска, визуализациона)
Допунски дијагностички прегледи могу бити: лабораторијски тестови, МРТ, ЦТ, прегледи специјалиста других струка. Ови прегледи уводе се према потреби.

#### Оруђа за мерење интензитета бола
Једнодимензиона оруђа за мерење интензитета бола која се користе у дијагностици, су различите скале које могу бити нумеричке и визуелне:
Вербална скала - ВС (Categorical Verbal Rating Scales (VRS)).

Ова скала представља листу дескриптора, којима се описује степен јачине бола, најчешће са четири дескриптора (без бола, благ, умерено јак, јак бол).
| Без бола | Благ бол | Умерено јак бол | Јак бол |
| -------- | -------- | --------------- | ------- |

Нумеричка скала - НС (Categorical Numerical Rating Scales (NRS)).

Нумеричка скала (НС) која се често зове и визуелна нумеричка скала (VNRS/VNS), јер је скала објашњена или приказана на папиру, тако да одговара неком броју (0-5 или 0-10). Она је једноставна за примену у процени интензитета бола. Користити се код првог прегледа и код контролних прегледа болесника ради праћења делотворности терапије. На скали су означена два екстрема у опису интензитета бола, на пример од „бола нема уопште“, до „најгори могући бол“.
Визуелно аналогна скала - ВАС (Visual Analogue Scale (VAS)).

Како је код деце веома тешко одредити карактер бола, применом комбинованих сликовно-нумеричких скала од 0-10 та потешкоћа се донекле може ублажити. У пракси се често користи Вонг Бекерова скала (Wong Baker Scale) за процену тежине бола код деце.
Избор скале зависи од њене практичности, знања и вештине корисника, и уобичајено се користе у мерењу интензитета бола са подједнаким успехом.